# Elof Roschier

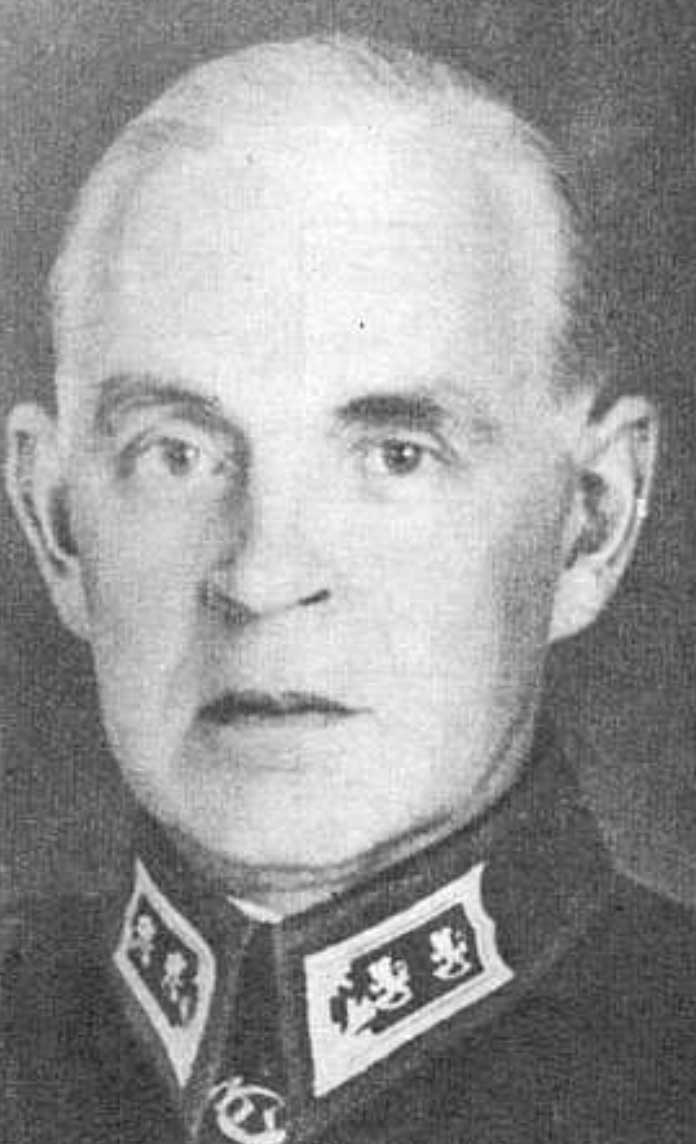
Elof Roschier.

Elof Roschier, född den 26 april 1903 i Kotka, död den 6 augusti 1976 i Helsingfors, var en finländsk militär. Han gifte sig 1937 med handarbetsläraren Glory Kyllikki Lyytinen, som tidigare varit gift med Theodor Weissman. 
Roschier avlade studentexamen 1921. Han genomgick kadettskolan 1921–1923 och fältartilleriets skjutskola 1926. Roschier blev fänrik 1923, löjtnant 1925 och kapten 1930. Han var chef för underofficersskolan vid Jägarartilleriregementet 1923–1933 och batterichef i Första fältartilleriregementet 1934–1937. Efter att ha genomgått krigshögskolan 1933–1937 blev Roschier major 1939, överstelöjtnant 1941 och överste 1944. Han var lärare i taktik vid kadettskolan 1938 och vid fältartilleriet skjutskola 1939, byråstabsofficer vd försvarsministeriets fälttygmästareavdelning 1939–1940, kommendant för Raskas patteristo 3 1941, kommendant för Femte fältartilleriregementet 1941–1945, lärare vid krigshögskolan 1945–1946, chef för Artilleriskolan 1947–1953 och chef för operativa avdelningen i huvudstaben 1954. Roschier befordrades till generalmajor 1954 och till generallöjtnant 1956. Han var generalkvartermästare 1954–1956 och inspektör för artilleriet 1956–1963. Roschier blev militär ledamot av Högsta domstolen 1961 och medlem av styrelsen för Finlands militärvetenskapliga förening 1960. Han blev kommendör med stora korset av Svärdsorden 1961.